# جامع السلم والرضوان
جامع السلم والرضوان هو مسجد في منطقة المهاجرين في العاصمة دمشق الخطيب حالياَ هو إبراهيم الأشقر.